# سهره‌های دمگاه‌زرد زرین‌سر
سهره‌های دمگاه‌زرد زرین‌سر یا سهره‌های دمگاه‌زرد خاوری (نام علمی: Chrysocorythus) یک سرده سهره از خانواده سهرگان راستین است.
این سرده دارای دو گونه زیر است:
- سهره دمگاه‌زرد اندونزی (Chrysocorythus esterae)
- سهره دمگاه‌زرد میندانائو (Chrysocorythus mindanensis)